# Товариство вчителів вищих шкіл
Товариство вчителів вищих шкіл імені Григорія Сковороди — організація українських середньошкільних учителів на Буковині з осередком у Чернівцях, що діяла у 1908—1914 роках.

## Історія
На 1913 рік нараховувала 80 членів. Разом з Учительською Громадою у Львові видавало педагогічний журнал «Наша Школа». Діячами товариства були І. Прийма, Агенор Артимович, Володимир Кміцикевич, Мирон Кордуба та ін.